# Kawanishi N1K
Kawanishi N1K «Kyofu» (яп. 強風, «Сильний вітер») — серійний поплавковий винищувач Імперського флоту Японії періоду Другої світової війни. Кодова назва союзників — «Рекс» (англ. Rex).

## Історія створення

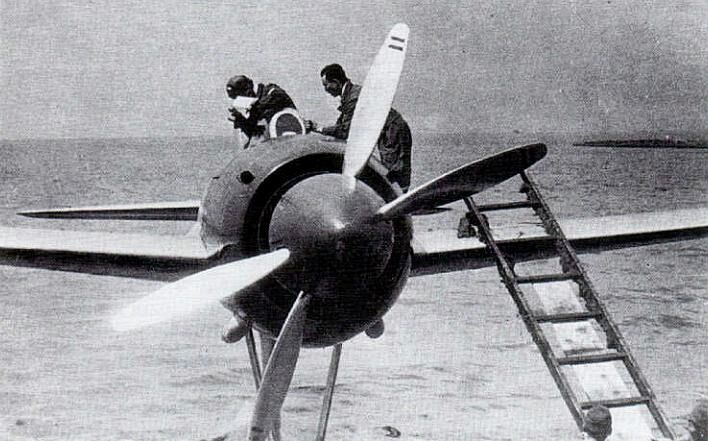
Два співвісні гвинти на першому прототипі N1K

Плануючи десантні операції із захоплення островів Тихого океану, для прикриття десантних операцій при відсутності сухопутних аеродромів командування Імперського флоту Японії доручило розробити поплавкові винищувачі. Як тимчасовий захід, фірмі Nakajima було доручено переробити у поплавковий варіант літак Mitsubishi A6M. В результаті був розроблений літак Nakajima A6M2-N. Фірмі Kawanishi у 1940 році відповідно до технічного завдання 15-Сі було доручено спроєктувати повністю новий літак.
Колектив конструкторів під керівництвом Йосіо Хасіучі використав досвід розробки розвідника Kawanishi E15K. Ним був спроєктований середньоплан, оснащений центральним поплавком та двома стабілізаційний, розміщеними під крилами. Як і в E15K, стабілізаційні поплавки мали ховатись в крила, але через проблеми з доведенням спочатку були встановлені поплавки, які не складались.
На літаку був встановлений двигун Mitsubishi MK4D Kasei-14 потужністю 1 460 к.с. з двома співвісними гвинтами, які для компенсації реактивного моменту обертались у різні сторони. Крило ламінарного профілю було розроблене професором Токійського університету Ічіро Тані. Для збільшення маневреності на крилі були встановлені закрилки. Озброєння літака складалось з двох 20-мм гармат, розміщених в крилах, та двох синхронних 7,7-мм кулеметів.
Випробування першого прототипу виявили проблеми із системою управління кроком співвісних гвинтів, тому на другому прототипі встановили двигун Mitsubishi MK4C Kasei-13 зі звичайним трилопасним гвинтом. Відмова від двох гвинтів вимагала від пілота компенсувати момент обертання гвинта при зльоті самостійно.
У серпні 1942 року літак був переданий флоту для випробувань. Випробування пройшли успішно, і літак був прийнятий на озброєння під назвою «Морський винищувач-гідроплан „Кефу“ Модель 11» (або N1K1). Після військових випробувань восьми передсерійних машин навесні 1943 року розпочались поставки флоту серійних літаків. Але виробництво розгорталось повільно.
У грудні 1943 року було вирішено припинити виробництво літака, остання машина була виготовлена у березні 1944 року. Це було зумовлено не недоліками літака, а зміною ходу війни, коли відпала потреба у винищувачі для прикриття наступальних десантних операцій. У зв'язку з цим також була припинена робота над покращеною версією літака N1K2 яка мала оснащуватись двигуном Mitsubishi MK4R Kasei-23 потужністю 1 900 к.с.

## Тактико-технічні характеристики

### Технічні характеристики
- Екіпаж: 1 чоловік
- Довжина: 10,53 м
- Висота: 4,75 м
- Розмах крила: 12,00 м
- Площа крила: 23,50 м²
- Маса пустого: 2 752 кг
- Маса спорядженого: 3 500 кг
- Максимальна маса зльоту: 3 712 кг
- Навантаження на крило: 148.9 кг/м²
- Двигун: 1 х Mitsubishi MK4E Kasei-15
- Потужність: 1 530 к. с.
- Питома потужність: 2.3 кг/к.с.

### Льотні характеристики
- Максимальна швидкість: 450 км/г
- Крейсерська швидкість: 365 км/г
- Дальність польоту: 1050 км
- Максимальна дальність: 1 615 км
- Практична стеля: 10 560 м
- Швидкість підйому: на 5 000 м за 5 хв. 32 с.

### Озброєння
- Кулеметне: 2 × 7,7 мм кулемети «Тип 97»
- Гарматне: 2 × 20 мм гармати «Тип 99 Модель 1»
- Бомбове навантаження: до 60 кг бомб

## Історія використання

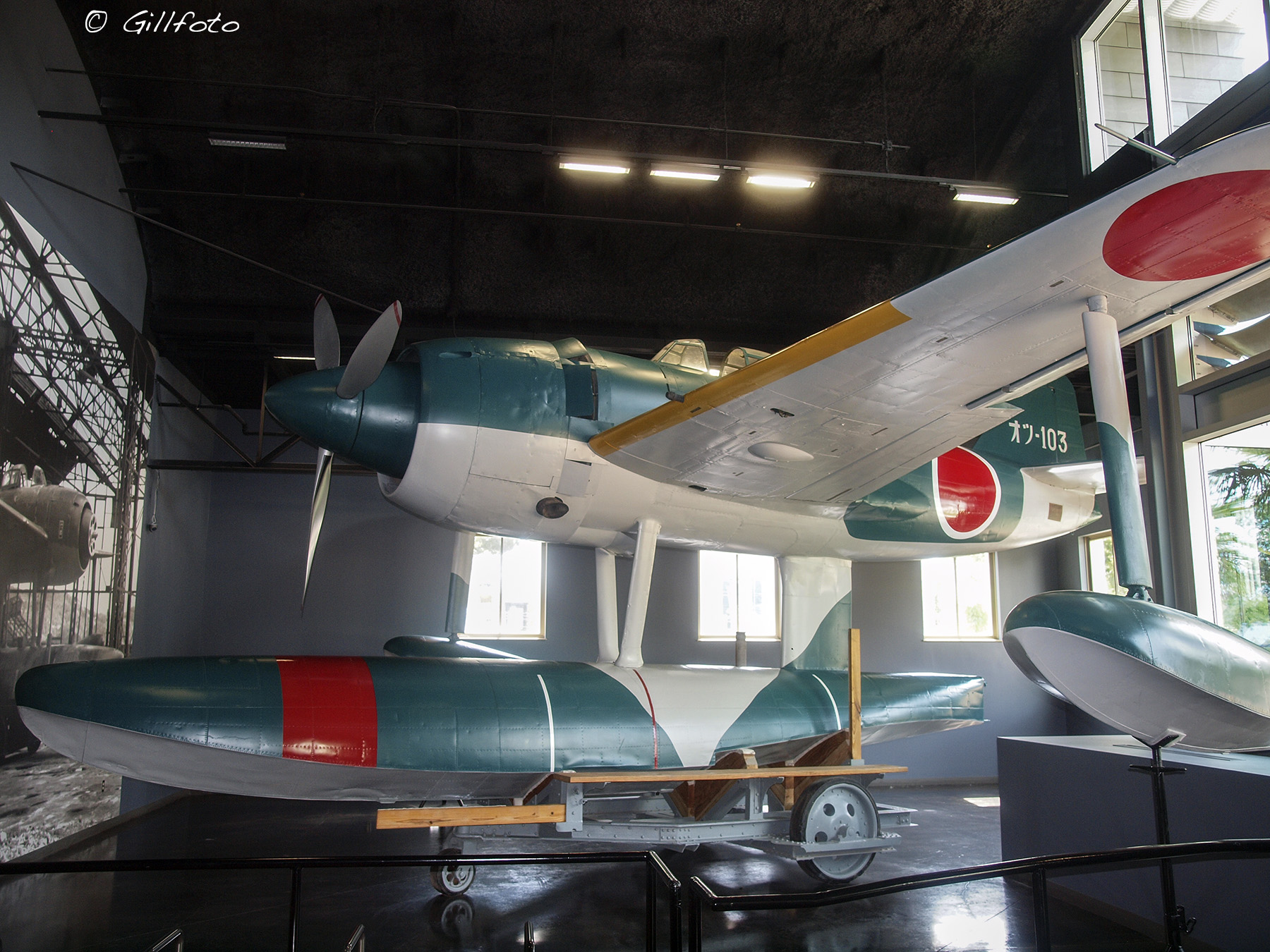
N1K1 в музеї Тихоокеанському театрі бойових дій. Фредеріксбург (Техас)

На момент надходження літака ситуація на фронті змінилась і потреба у винищувачі для прикриття десантних операцій відпала. Тому літак використовувався як перехоплювач на о. Борнео. Пізніше літаки використовувались для прикриття метрополії, розміщуючись на острові Біва.
N1K довелось битись із новими американськими палубними та сухопутними винищувачами, тому в гідролітака, якими би хорошими якостями він не володів, шансів було мало, але при його розробці було створено дуже успішний винищувач наземного базування Kawanishi N1K-J.